# 요도코 벚꽃 스타디움
Nagai Ball Game Field(일본어: 長居球技場), 요도코 벚꽃 스타디움(일본어: ヨドコウ桜スタジアム)은 일본 오사카시 히가시스미요시구에 위치한 경기장이다. 현재 J리그 세레소 오사카의 홈구장으로 사용되고 있다.
2010년 세레소 오사카가 홈구장을 옮기고 경기장을 리노베이션 하면서 경기장의 명명권이 바뀌었다. 권리는 Dainihon Jochugiku Company, Limited (大日本除虫菊株式会社, 긴초) 무너 뜨렸다했다3600 만엔 일년 경기장은 긴초 스타디움(일본어: キンチョウスタジアム)지명되었다. 이름은 2010년 8월 1일부터 2018년 12월 31일까지 사용되었다. 긴초는 또한 세레소 오사카의 유니폼 스폰서가 되었다. 경기장은 2021년 6월 재개장을 위해 완전히 개조되었다.

## 같이 보기
- 나가이 공원
  - 나가이 스타디움